# Svensgölen, Småland
Svensgölen är en sjö i Uppvidinge kommun i Småland och ingår i Alsteråns huvudavrinningsområde.